# Quintanilla Vivar
Quintanilla Vivar é um município da Espanha na província de Burgos, comunidade autónoma de Castela e Leão, de área 13 km² com população de 679 habitantes (2007) e densidade populacional de 43,42 hab/km².

## Demografia
| Variação demográfica do município entre 1991 e 2007 | Variação demográfica do município entre 1991 e 2007 | Variação demográfica do município entre 1991 e 2007 | Variação demográfica do município entre 1991 e 2007 | Variação demográfica do município entre 1991 e 2007 |
| --------------------------------------------------- | --------------------------------------------------- | --------------------------------------------------- | --------------------------------------------------- | --------------------------------------------------- |
| 1991                                                | 1996                                                | 2001                                                | 2004                                                | 2007                                                |
| 306                                                 | 369                                                 | 554                                                 | 581                                                 | 679                                                 |